# Wilbur Harden
Wilbur Harden (31. prosince 1924 – 10. června 1969) byl americký jazzový trumpetista a hráč na křídlovku. Hrál například s Royem Brownem a Ivorym Joem Hunterem a následně odešel k námořnictvu. Později při několika příležitostech spolupracoval s Yusefem Lateefem a následně Johnem Coltranem. Naposledy nahrával v roce 1960 s kapelou pozounisty Curtise Fullera. Později vážně onemocněl a strávil čtyři roky pod lékařským dohledem. Zemřel roku 1969 ve věku 44 let. V roce 1991 byl uveden do Alabama Jazz Hall of Fame.